# Pashk Bardhi
Pashk Bardhi (ur. 4 maja 1870 w Szkodrze jako Gjergj Bardhi, zm. 10 maja 1947 tamże) – albański teolog, publicysta i tłumacz. Publikował pod nazwiskiem własnym oraz pseudonimami, jak Vorf Dukagjini, Oshkop Idhrabi, Bibë Gjeta i Ajaks . Miał znaczący wkład na opracowanie słownika gegijskiego, opublikowanego w Szkodrze w 1908 roku .

## Życiorys
Ukończył naukę na poziomie podstawowym w szkole franciszkańskiej w Troshanie, następnie kontynuował naukę oraz studiował teologię w Bośni . W 1897 roku przetłumaczył na język albański pierwszą pieśń o Skanderbegu pod tytułem Skenderbegovi mejdani; przetłumaczony tekst został opublikowany w działającym w Bukareszcie czasopiśmie Shqipëria opublikował tłumaczenie wspomnianej oraz sześciu innych przetłumaczonych na język albański pieśni. W 1899 roku dołączył do stowarzyszenia Bashkimi.
Od roku 1901 do 1905 lub 1906 uczył języka albańskiego w Zadarze; prowadził wówczas badania etnograficzne oraz etnolingwistyczne wśród lokalnej ludności albańskiej, wyniki opisał w publikacji z 1905 roku pod tytułem Gjuha shqype e arbëneshve në Zarë. Przez 13 lat był proboszczem w Mirditë; również współpracował z czasopismem Hylli i Dritës oraz z Zani i Shna Ndout, dla tego drugiego pracował 29 lat i był jednym z jego najbardziej aktywnych publicystów .
Po II wojnie światowej był przez krótki czas więziony przez władze komunistyczne. Zmarł w klasztorze franciszkańskim w Szkodrze.

## Życie prywatne
Syn Ndreu Bardhiego i Dielli Komani.